# Wilson Shannon Bissell
Wilson Shannon Bissell (Rome, 31 dicembre 1847 – Buffalo, 6 ottobre 1903) è stato un politico statunitense.

## Biografia
Fu il trentaseiesimo direttore generale delle poste degli Stati Uniti sotto il presidente degli Stati Uniti Grover Cleveland (ventiquattresimo presidente, al tempo del secondo mandato). Aderì al Partito Democratico.
Nato nella contea di Oneida, frequentò l'università di Yale terminandolo nel 1869.
Al termine dell'incarico politico, dimessosi, divenne il rettore dell'Università di Buffalo a partire dal 1902.